# Jordi Vanlerberghe
Jordi Vanlerberghe (ur. 27 czerwca 1996 w Duffel) – belgijski piłkarz grający na pozycji środkowego obrońcy lub defensywnego pomocnika. Od 2019 jest zawodnikiem klubu KV Mechelen.

## Kariera klubowa
Swoją piłkarską karierę Vanlerberghe rozpoczynał w juniorach takich klubów jak: KFC Duffel (2001–2004) i KV Mechelen (2004-2012). W 2012 roku stał się członkiem pierwszego zespołu Mechelen i 27 października 2012 zadebiutował w nim w pierwszej lidze belgijskiej w wygranym 3:0 domowym meczu z Lierse SK. Zawodnikiem Mechelen był do końca sezonu 2016/2017.
W lipcu 2017 Vanlerberghe przeszedł do Club Brugge. Swój debiut w nim zaliczył 11 sierpnia 2017 w wygranym 2:1 wyjazdowym meczu z SV Zulte Waregem. W sezonie 2017/2018 wywalczył z Brugge tytuł mistrza Belgii.
W sezonie 2018/2019 Vanlerberghe przebywał na wypożyczeniu w KV Oostende. W klubie tym swój debiut zanotował 28 lipca 2018 w zwycięskim 2:1 domowym meczu z Royalem Excel Mouscron.
W 2019 roku Vanlerberghe trafił na rok na wypożyczenie do KV Mechelen, a w 2020 roku przeszedł na stałe do tego klubu.
| Sezon   | Klub        | Kraj   | Rozgrywki       | Mecze | Gole |
| ------- | ----------- | ------ | --------------- | ----- | ---- |
| 2012/13 | KV Mechelen | Belgia | Eerste klasse A | 1     | 0    |
| 2013/14 | KV Mechelen | Belgia | Eerste klasse A | 6     | 1    |
| 2014/15 | KV Mechelen | Belgia | Eerste klasse A | 2     | 0    |
| 2015/16 | KV Mechelen | Belgia | Eerste klasse A | 16    | 0    |
| 2016/17 | KV Mechelen | Belgia | Eerste klasse A | 22    | 2    |
| 2017/18 | Club Brugge | Belgia | Eerste klasse A | 7     | 0    |
| 2018/19 | KV Oostende | Belgia | Eerste klasse A | 31    | 4    |
| 2019/20 | KV Mechelen | Belgia | Eerste klasse A | 17    | 3    |
| 2020/21 | KV Mechelen | Belgia | Eerste klasse A | 31    | 2    |

## Kariera reprezentacyjna
W swojej karierze Vanlerberghe grał w młodzieżowych reprezentacjach Belgii na szczeblach U-16, U-17, U-18, U-19 i U-21.